# Amblyodus taurus
Amblyodus taurus är en skalbaggsart som beskrevs av John Obadiah Westwood 1878. Amblyodus taurus ingår i släktet Amblyodus och familjen Dynastidae. Inga underarter finns listade i Catalogue of Life.